# Stor-Tillammstjärnen
Stor-Tillammstjärnen är en sjö i Ljusdals kommun i Hälsingland och ingår i Delångersåns huvudavrinningsområde. Sjön har en area på 0,0461 kvadratkilometer och ligger 417,1 meter över havet.

## Delavrinningsområde
Stor-Tillammstjärnen ingår i det delavrinningsområde (690711-150409) som SMHI kallar för Ovan 690613-150604. Medelhöjden är 444 meter över havet och ytan är 3,63 kvadratkilometer. Det finns inga avrinningsområden uppströms utan avrinningsområdet är högsta punkten. Vattendraget som avvattnar avrinningsområdet har biflödesordning 3, vilket innebär att vattnet flödar genom totalt 3 vattendrag innan det når havet efter 136 kilometer. Avrinningsområdet består mestadels av skog (74 procent). Avrinningsområdet har 0,05 kvadratkilometer vattenytor vilket ger det en sjöprocent på 1,2 procent.